# アントニヌス勅令
アントニヌス勅令（アントニヌスちょくれい、ラテン語: Constitutio Antoniniana）またはアントニヌス勅法は、212年7月11日にローマ帝国のカラカラ帝によって発布された勅令。この政令により、帝国内の全自由民にローマ市民権が与えられた（降伏者(dediticii)）は除外された）。「アントニヌス」とは、カラカラの本名「マルクス・アウレリウス・セウェルス・アントニヌス」に由来する。

## 史料と概要
現在発見されている同時代史料は次の3点である。同時代人カッシウス・ディオの史書の記述、ローマ法大全の学説彙纂のウルピアヌスの一文、エジプト出土の法令が記載されたパピルス文書である。ウルピアヌスの法令文は「ローマ領内に住む人々はアントニヌス帝の勅法によってローマ市民とされた」である。
パピルス文書は、1908年エジプトのEschmunen（かつてのヘルモポリス）で発見され、1910年に出版されたギリシア語の法令文書である(Oberhessischer 1910)。現在はギーセン大学図書館が所蔵している。発見されたのは文書の一部分に過ぎず、文書には解読困難な箇所があり、現在でも文言の解釈や欠損箇所の推読を巡って論争が続いている。現在のテキストは概ね以下の解釈となっている）。

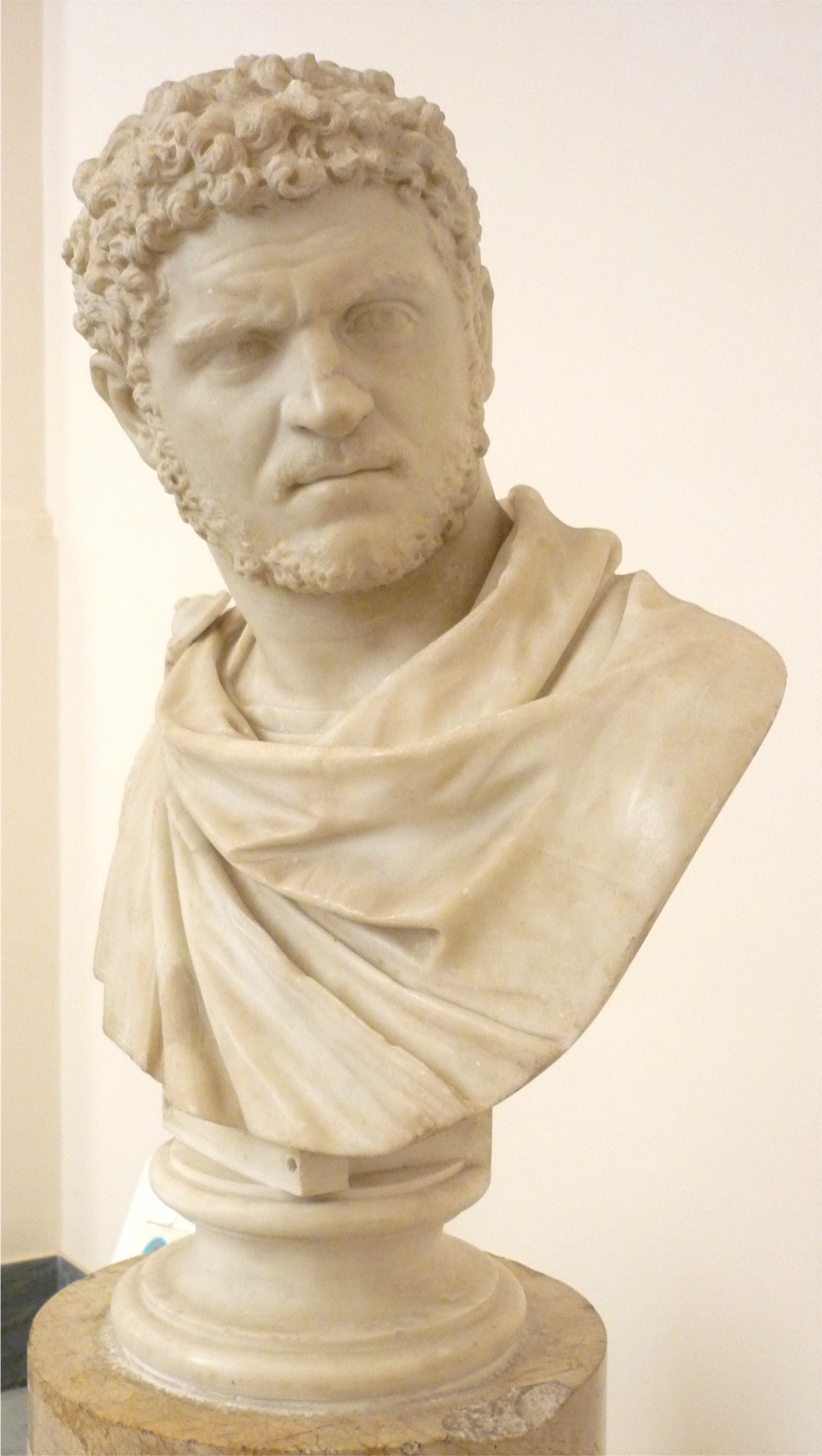
カラカラ

この政令により、帝国全領域に住む奴隷と降伏者以外のすべての自由民にローマ市民権が与えられることとなった。従来市民権所有者のみに認められていた選挙権や属州民税（資産の10%を納める）の免除などの特権ももれなく付与された。古来よりローマ社会は、紀元前90年の同盟市戦争の結果イタリア半島の全同盟市民に対しローマ市民権を付与するなど、漸次同化路線を推進しており、本法令は、いわばこのような同化政策の総決算ともいえた。
一方、それまで市民権所有者のみに課されていた遺産相続税・解放奴隷税（奴隷を解放する際に課された税）といった特別税の納税や兵役など、市民としての義務もすべての自由民に課されることとなった。特に相続税・解放奴隷税は従来の5%から10%へ税率が引き上げられることとなり、このことから同時代に生きていた歴史家のカッシウス・ディオは、特別税の課税対象者を帝国全域に広げることで増税を図り、また属州で頻発していた深刻な税金逃れや逃散を抑えることを狙った税収増大策と解釈した。

## 結果
従来ローマ市民権は、属州民であっても補助兵として軍団に入隊し、満期除隊まで勤め上げれば退職金と共に世襲の市民権を得ることができるものであった（ただし、140年以降一部の補助兵を除き、補助兵への市民権付与は本人限りに制限された）。しかし待遇の低い補助兵に志願する者の数は年々減少し、また市民権所有者にもかねてより市民の義務とされていた兵役に就くことを忌避する者が多くなり、部隊編成に支障をきたしていた。加えて先帝のセプティミウス・セウェルスが兵士の待遇改善を行ったために長期にわたって軍務に就く者が増加して軍人の高齢化が進んでおり、何らかの改革を求められていた軍隊事情もこのような政令が発布された理由の一つと考えられる。だが「国土防衛は市民の義務」といった伝来のローマの市民精神はこの時期すでに減退しており、結局このような対応策によっても国防能力の弱体化を押し留めることはできなかった。更には、既に一世紀から、ローマ市民と非ローマ市民という区別に変わり、法的効力と富において上層民・下層民という区分が見られ、その区分はハドリアヌス帝時代には明確に法令に登場し、三世紀にはホネスティオレスとフミリオレスという用語が登場するに至っていた。本勅令は、勅令以前から社会的に進んでいたローマ市民の分解を顕にし、また、加速させた。
市民権は軍務に就くなどの条件を満たせば属州民であろうと与えられていたものであったことから、市民と属州民との格差は絶対的に固定されたものではなく、一生を賭して克服することが可能な格差といえた。しかし1世紀から2世紀にかけてローマ市民権所有者の拡大と、ローマ市民権保持者の階層分化によりローマ市民権の価値が下落しつつあった社会情勢にあって、本勅令によってすべての自由民に市民権が与えられたことにより、属州民はローマ市民権にありがたみを見出せずに向上心を無くし、元からの市民権所有者は特権と誇りを奪われ、市民権保持者でも下層民に相当する人々は下層民であることがより一層あらわとなったことで、社会全体の活力が削がれる結果をもたらすこととなった。結果としてこの勅令は、税収不足による財政の悪化、軍隊事情の改革失敗による国防力の弱体化、特権の無条件な付与や上層民・下層民の区別の顕在化による社会全体の活力低下によって帝国の国力を大いに衰えさせ、「3世紀の危機」と呼ばれる未曾有の国難を招く主要な要因となった。

## 評価
19世紀末までは、ローマ法大全とカッシウス・ディオ等文献史料により検討されてきた。1908年にギーセン・パピルスが発見され1910年に刊行されると、20世紀前半は、損壊の激しいこのパピルス文書の読解と解釈が論点となった。
エドワード・T・サーモンは、1956年にTransactions of the Royal Scociety of Canada誌のThird Series, Section II,5に発表した「ローマの軍隊とローマ帝国の解体」（pp43-57）で本勅令がローマ市民権を獲得できるという、非市民に入隊を決意させる一大動機を失わせ、三世紀における軍隊の人員の減少と質の低下を招き、帝国没落の遠因となった点を指摘した。
弓削達は、ギーセン・パピルスの読解に関する諸学者の論争を検討し、前半の3-7行目における祭儀に関する文面を、デキウス帝の一般供犠命令に連なる、国家祭祀を非ローマ市民へも強制することで共同体の維持を狙ったイデオロギーの表明だと解釈している点に特色がある。後半に関しては「降伏者」の解釈に焦点をあてており、全体的な解釈は、共和政時代以来のローマ市民権共同体の拡大政策の帰結である、とし、更に後年、この勅令は、1-2世紀のうちにホネスティオレスとフミリオレスという形で形骸化してきた、ローマ市民権保持者による非保持者の支配という擬制すら取り払ってしまい、ローマ市民共同体が、擬制という心の支柱さえ失い不安定化したことが三世紀の支配構造の動乱の意味である、とした。
近年の諸学者は、勅令は、イタリアに限定されていた法と属州法の間に多くの相違のあったローマ法の属州化の重要指標である、と捉えている。すなわち、属州人に対するローマ市民権の付与は、属州における私法が、ローマ市民へ適用される法で書き換えられなければならないことを意味した。このように考える学者たちにとっては、アントニヌス勅令は、帝国法がローマ法の基本法となる開始点であった、と考えられている。